# Tibet Airlines
Tibet Airlines (en chino tradicional, 西藏航空公司; en chino simplificado, 西藏航空公司; pinyin, Xīzàng Hángkōng Gōngsī, en tibetano: བོད་ལྗོངས་མཁའ་འགྲུལ།, wylie: bod ljongs mkha' 'grul) es una aerolínea con sede corporativa y domicilio social en Lhasa, Región Autónoma del Tíbet, China. Opera vuelos regulares domésticos desde el aeropuerto de Lhasa.

## Historia
Tibet Airlines fue fundada el 31 de marzo de 2010 y está registrada en Lhasa, Región Autónoma del Tíbet, con un capital social de 280 millones de RMB. Es la primera aerolínea del mundo que opera desde una base en las tierras altas y la primera de base en el Tíbet, dedicada principalmente al transporte aéreo nacional de pasajeros y carga. Su sede se encuentra en el aeropuerto de Lhasa Gonggar. La aerolínea fue aprobada por la Administración de Aviación Civil de China en marzo de 2010.
En agosto de 2010, Tibet Airlines realizó un pedido de tres aviones Airbus A319, con la intención de expandir su flota con más aviones de la misma familia. Recibió su primer avión el 2 de julio de 2011 e inició operaciones comerciales el 26 de julio de ese mismo año, volando desde Lhasa-Gonggar a Ngari-Gunsa. A finales de 2011, la aerolínea amplió sus rutas, comenzando a operar vuelos a Pekín y Shanghái.
En febrero de 2011, el Times of India informó que Tibet Airlines estaba interesada en expandir sus operaciones a India y otros países del sur y sudeste de Asia. Además, la aerolínea anunció planes para iniciar vuelos directos a Europa entre 2015 y 2016, aunque este proyecto no se materializó en ese período.

## Asuntos corporativos
La aerolínea tiene su oficina principal y su domicilio social en la Zona de Desarrollo Económico y Tecnológico (S:拉萨市经济技术开发区, T: 拉薩市經濟技術開發區, P: Lāsà Shì Jīngjì Jìshù Kāifāqū), en Lhasa, Región Autónoma del Tíbet, China. También cuenta con una oficina en Chengdú.

### Estructura accionarial
Tibet Airlines está respaldada por un consorcio de accionistas, entre los que destacan Tibet Autonomous Region Investment Company Limited, que aporta el 51% del capital (142,8 millones de RMB); Tibet Sanli Investment Company Limited, con el 39% (109,2 millones de RMB); y Tibet Ruiyi Investment Company Limited, que contribuye con el 10% (28 millones de RMB). Air China Limited también forma parte de su estructura accionarial, consolidando una alianza estratégica en el sector de la aviación. La distribución exacta de los accionistas es la siguiente: Tibet Autonomous Region Investment Co. Ltd. (20%), Air China Limited (31%), Tibet Sanli Investment Co. Ltd. (39%) y Tibet Ruiyi Investment Co. Ltd. (10%).

## Destinos
Tibet Airlines sirve a los siguientes destinos (a abril de 2013):
- China
  - Pekín - Aeropuerto Internacional de Pekín-Capital
  - Chengdú - Aeropuerto Internacional de Chengdú-Shuangliu
  - Chongqing - Aeropuerto Internacional de Chongqing-Jiangbei
  - Geermu - Aeropuerto de Golmud
  - Guiyang - Aeropuerto Internacional de Guiyang-Longdongbao
  - Hangzhou - Aeropuerto Internacional de Hangzhou-Xiaoshan
  - Lanzhou - Aeropuerto de Lanzhou-Zhongchuan
  - Lhasa - Aeropuerto de Lhasa Gonggar [Hub]
  - Mianyang - Aeropuerto de Mianyang-Nanjiao
  - Nankín - Aeropuerto Internacional de Nankín-Lukou
  - Nyingchi - Aeropuerto de Nyingchi-Mainling
  - Qamdo - Aeropuerto de Qamdo-Bangda
  - Shanghái - Aeropuerto Internacional de Shanghái-Hongqiao
  - Shenzhen - Aeropuerto Internacional de Shenzhen-Bao'an
  - Shigatse - Aeropuerto de Shigatse-Peace
  - Shiquanhe - Aeropuerto de Ngari-Gunsa
  - Taiyuan - Aeropuerto Internacional de Taiyuan-Wusu
  - Tianjin - Aeropuerto Internacional de Tianjin-Binhai
  - Xiamen - Aeropuerto Internacional de Xiamen-Gaoqi
  - Xining - Aeropuerto de Xining-Caojiabao
  - Yibin - Aeropuerto de Yibin-Caiba
  - Yinchuan - Aeropuerto Internacional de Yinchuan-Hedong
  - Yushu - Aeropuerto de Yushu-Batang

## Flota
La flota de Tibet Airlines consiste en las siguientes aeronaves, con una edad media de 6.4 años: (a abril de 2023).